# A Night like This
För albumet med samma titel av Rebecka Törnqvist, se A Night Like This.
"A Night like This" är en singel av den nederländska sångerskan Caro Emerald. Den släpptes den 11 december 2009 som den andra singeln från hennes debutalbum Deleted Scenes from the Cutting Room Floor.
Låten debuterade på plats 51 på den nederländska singellistan den 19 december och tog sig upp på första plats den 23 januari nästa år. Trots att den endast toppade listan i en vecka tillbringade den ytterligare 16 veckor inom topp 5, varav 13 i rad. Den tillbringade hela 57 veckor på topp 100-listan innan den föll bort för alltid den 19 februari 2011, över ett år senare. Den hade då lämnat listan en gång den 20 november 2010 men återvänt den 1 januari 2011.
Singeln blev dessutom en succé internationellt och placerade sig inom topp 10 på listorna i fyra andra länder. I Österrike toppade den listan och både där och i Schweiz tillbringade den nästan 30 veckor. I Tyskland tillbringade den hela 44 veckor på singellistan. Den tillbringade även två veckor på listan i Storbritannien och en vecka på listan i Italien.

## Listplaceringar
| Lista (2009-2011) | Topplacering |
| ----------------- | ------------ |
| Italien           | 10           |
| Nederländerna     | 1            |
| Schweiz           | 9            |
| Storbritannien    | 65           |
| Tyskland          | 4            |
| Österrike         | 1            |